# Kaau
Kaau va ser un poble de l'antic Egipte ubicat a Núbia. Durant la dinastia VI d'Egipte, el general Uni va formar una lleva a partir d'hòmens d'aquesta localitat, a més de Wawat, Irtjet, Yam i Medja. Els reclutats eren tots negres i van ajudar l'exèrcit egipci en una batalla lliurada durant el govern del faraó Pepi I.